# اهلرستدت
اهلرستدت (به آلمانی: Ahlerstedt) یک شهر در آلمان است که در نیدرزاکسن واقع شده‌است.

## خصوصیات
اهلرستدت ۶۲٫۴۵ کیلومترمربع مساحت دارد ۳۷ متر بالاتر از سطح دریا واقع شده‌است.